# Intiacris
Intiacris is een geslacht van rechtvleugeligen uit de familie veldsprinkhanen (Acrididae). De wetenschappelijke naam van dit geslacht is voor het eerst geldig gepubliceerd in 1990 door Ronderos & Cigliano.

## Soorten
Het geslacht Intiacris  is monotypisch en omvat slechts de volgende soort:
- Intiacris nigroapiculatus (Ronderos & Cigliano, 1990)